# Taifa di Jerez
La Taifa di Jerez (in arabo طائفة شريش‎?) era un regno medievale Islamico taifa Moresco di al-Andalus, che esisteva, nell'attuale Spagna meridionale, nel 1145, alla caduta dell'Impero almoravide, ed esistette fino alla conquista del  califfato Almohade. 

La taifa era costituita dalla città di Jerez (attualmente in Provincia di Cadice) ed i territori limitrofi.

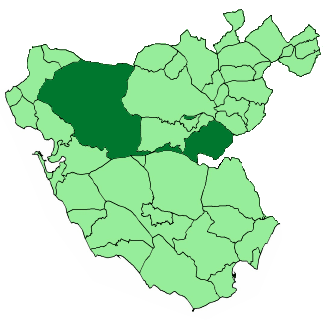
attuale estensione del comune di Jerez de la Frontera, nella Provincia di Cadice.

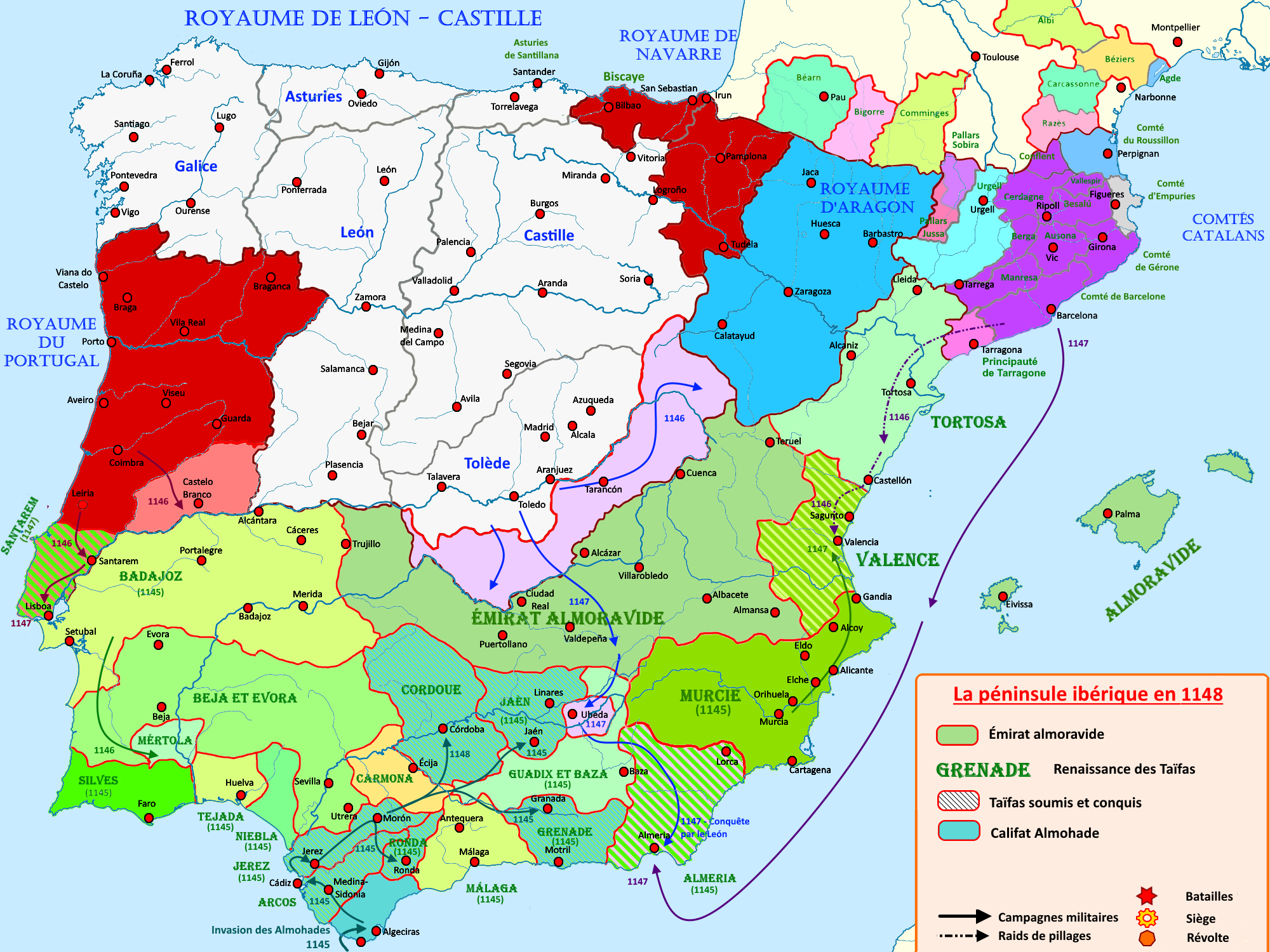
La taifa di Jerez, nella nel 1145

## Storia
Quando l'Impero almoravide perdette vigore vi fu un secondo periodo di espansione dei regni indipendenti, che viene ricordato come Seconda taifa; 
di questa taifa si hanno poche notizie: si conosce il nome del re, Abú l-Gamr ben Azzun, ed il periodo di regno, che ebbe breve durata, il 1145 circa, quando la taifa venne occupata dagli Almohadi, dopo che altri due re erano succeduti a Abú l-Gamr ben Azzun: Abu'l-Gammar e'Ali, mentre secondo altri regnò solo Abú l-Gamr ben Azzun, sino al 1146.